# Reza Abbasi

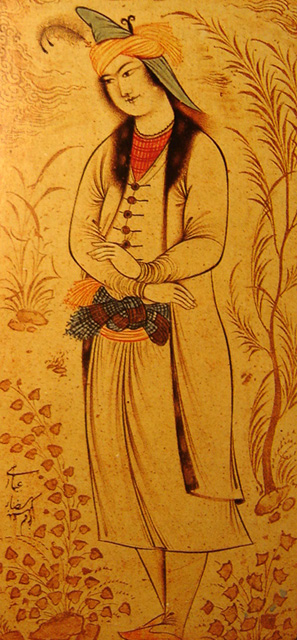
Prinz Muhammad-Beik von Georgien, Reza Abbasi, 1620

Āghā Rezā-e Abbāsi, arabisch آقا رضا عباسى, DMG ʾĀqā Riḍā ʿAbbāsī (* ca. 1570 in Maschhad; † 1635? in Isfahan; auch Rezā Abbāsi oder Rezā) gilt als der bekannteste persische Miniaturmaler der sogenannten Isfahaner Schule, die während der Safawiden-Herrschaft unter Schah Abbās I. florierte.

## Leben
Er erlernte sein Handwerk im Atelier seines Vaters Ali Asghar und wurde schon früh an den Hof Schah Abbās I. berufen. Im Alter von 38 Jahren verlieh ihm dieser den Ehrentitel Abbāsi. In der Hoffnung auf größere persönliche Freiräume verließ Rezā Abbāsi sehr bald den königlichen Hof und arbeitete zeitweilig im Kreise des „einfachen“ Volkes. Im Jahre 1610 kehrte er zurück an den Hof, wo er bis zu seinem Tod blieb.

## Künstlerischer Stil
Im Bereich der persischen Miniaturmalerei spezialisierte sich Rezā Abbāsi auf naturalistische Themen, wobei seine feminisierten expressionistisch kolorierten Porträts den Stil der späten safawidischen Zeit widerspiegeln.
Viele seiner Werke zeigen Jünglinge in künstlichen Posen, oft in der Rolle eines sogenannten Saqi oder auch Weineinschenkers – den bewundernden Blicken eines älteren Mannes ausgesetzt. Nach Louis Crompton zeugt dies von der persischen Tradition, „jugendliche männliche Schönheit zu würdigen“.
Der Großteil von Abbasis Werken befindet sich in dem nach ihm benannten Museum in Teheran. Weiterhin findet man seine Werke in den großen Museen der Welt wie dem Smithsonian, dem Louvre und dem Metropolitan Museum.